# Germanicus Mirault
Germanicus Mirault est un médecin français né le 29 février 1796 à Angers et mort le 19 janvier 1879 à Angers.

## Biographie
Fils de Jean-François Mirault (1754-1814), chirurgien en chef de l'Hôtel-Dieu d'Angers et professeur d'anatomie, et de Marie Françoise Desèze (mère d'un premier mariage de Charles Négrier).
Docteur en médecine de la Faculté de médecine de Paris le 24 juin 1823, il devient chirurgien en chef des hôpitaux d'Angers et professeur à l'école de médecine d'Angers.
Il est nommé membre adjoint correspondant pour la section de chirurgie de l'Académie de médecine le 5 juillet 1825.
En 1869 il reçoit la moitié du prix Barbier (Benedict Stilling reçoit l'autre moitié).

## Travaux
Il se distingue pour ses contributions à la chirurgie maxillofaciale, introduisant notamment la technique du lambeau pour traiter les fentes labio-palatines.

## Publications
- De la Résection sous-périostée du vomer appliquée à la cure du bec-de-lièvre bi-latéral compliqué de saillie des os inter-maxillaires, précédée de l'exposé sommaire des travaux de l'auteur sur le traitement de cette monstruosité (1871)
- De l'Occlusion chirurgicale temporaire des paupières dans le traitement de l'ectropion cicatriciel (1871)
- De la cataracte capsulaire et particulièrement du traitement de la cataracte secondaire (1861)
- Du Traitement de l'anévrisme externe par la compression indirecte, et particulièrement par la compression exercée avec les doigts, à l'occasion de deux nouveaux cas de guérison par l'emploi de ce procédé (1860)
- Lettre sur la suture entrecoupée substituée à la suture entortillée pour la réunion des bords du bec-de-lièvre... communiquée à la Société de chirurgie, dans sa séance du 13 août 1856 (1857)
- Inauguration du buste de P. A. Béclard, d'Angers, professeur à l'École de médecine de Paris (1827)
- Dissertation sur l'anatomie et l'inflammation de la cornée transparente (1823)
- De l'État de la thérapeutique concernant le traitement des vices de conformation congénitaux, par M. le Dr Debout,... Imperforation de l'anus et du rectum, spina-bifida, kystes congénitaux du cou. Appendice... par MM. Goyrand,... et Mirault,...